# Бернгард Зауфант
Бернгард Август Фердинанд Зауфант (нім. Bernhard August Ferdinand Sauvant; 25 березня 1910, Куттен — 15 квітня 1967, Людвігсбург) — німецький офіцер, оберст вермахту. Кавалер Лицарського хреста Залізного хреста з дубовим листям.

## Біографія
В 1930 році вступив до рейхсверу. В 1936 році був зарахований в 36-й танковий полк. До 1939 року — командир 1-ї роти свого полку. Учасник Польської, Французької і Балканської кампаній, а також німецько-радянської війни. З серпня 1942 року — командир 1-го батальйону свого полку, з яким він брав участь у наступі на Сталінград. З листопада 1942 по січень 1943 року командував бойовою групою «Зауфант», яка досягла великого успіху в районі між Доном, Волгою та Дніпром. 12 грудня 1942 року серйозно поранений та евакуйований з котла. В лютому 1943 року призначений командиром 505-го важкого танкового батальйону, з яким він відзначився під час битви на Курській дузі. 13 серпня 1943 року серйозно поранений. Після одужання у вересні 1944 року призначений командувачем 3-го танкового полку і командував ним до кінця війни. Брав участь у боях в Курляндії.

## Звання
- Фанен-юнкер (1930)
- Фенріх (1931)
- Оберфенріх (1932)
- Лейтенант (1933)
- Оберлейтенант (1936)
- Гауптман (1940)
- Майор (1942)
- Оберстлейтенант (1943)
- Оберст (1945)

## Нагороди
- Медаль «За вислугу років у Вермахті»
  - 4-го класу (4 роки)
  - 3-го класу (12 років; 1938)
- Залізний хрест
  - 2-го класу (21 вересня 1939)
  - 1-го класу (27 жовтня 1939)
- Медаль «У пам'ять 1 жовтня 1938 року» із застібкою «Празький град» (19 жовтня 1939)
- Нагрудний знак «За танкову атаку»
  - в сріблі (18 травня 1940)
  - 2-го ступеня «25»
- Нагрудний знак «За поранення»
  - в чорному (28 серпня 1942)
  - в сріблі
  - в золоті (1944)
- Німецький хрест в золоті (13 вересня 1942)
- Лицарський хрест Залізного хреста з дубовим листям
  - лицарський хрест (30 листопада 1942)
  - дубове листя (№ 260; 28 липня 1943)
- Орден Михая Хороброго 3-го класу (Румунське королівство; 15 червня 1943)
- Нарукавна стрічка «Курляндія» (7 травня 1945)